# Svobodnyj (Oblast' di Saratov)
Svobodnyj (in russo Свободный?) è un insediamento di tipo urbano dell'oblast' di Saratov, in Russia, situato nel distretto Bazarno-Karabulakskij.
Il villaggio si trova a nord di Saratov.